# 宇野要三郎

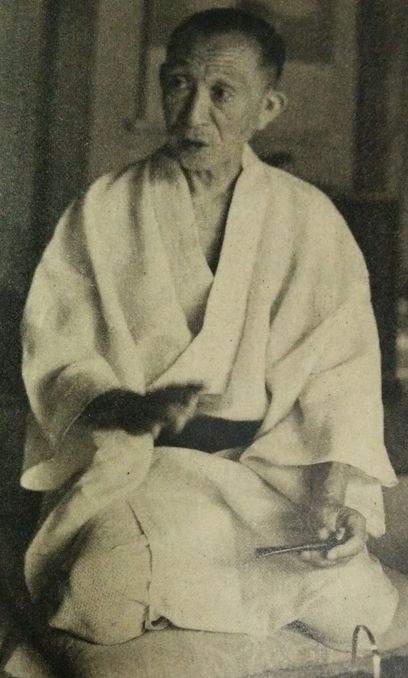
宇野 要三郎

宇野 要三郎（うの ようざぶろう、1878年9月15日 - 1969年3月22日）は、日本の裁判官・弓道範士（10段）。大審院部長。終戦後に全日本弓道連盟を組織し、その初代会長を務めた。号は竹隠。

## 来歴
青森県黒石市出身。父は大地主で貴族院議員も務めた宇野清左衛門である。
青森県立弘前中学校（現・青森県立弘前高等学校）から第二高等学校を経て、京都帝国大学に進む。1904年、京都帝国大学法科大学独法科を卒業し、同年判事に任官する。初任は神戸地方裁判所。横浜地方裁判所や東京地方裁判所の所長を務めた後、1934年に大審院部長となる（1941年に定年退官）。
終戦後は1947年から第一東京弁護士会に登録する弁護士となり、1952年には公安審査委員会委員長も務めた（1956年退任）。
弓道は1906年に日置流紀州竹林派の岡内木範士（おかうち こだち，元高松藩士）に入門、1932年に大日本武徳会範士となる。大日本武徳会では常務理事や理事長を務めた。大日本武徳会解散時、宇野は武徳会副会長という要職に就いており、武徳会がGHQにより強制解散させられた際に追放（パージ）される。（旧）全日本弓道連盟結成後しばらくして、「パージされた者が会長を務めている『（旧）全日本弓道連盟』は武徳会の延長である。」との趣旨の風説が司法界や文部省で囁かれ、国体から「弓道」が除外される懸念も出始め、宇野会長は辞任、（旧）全日本弓道連盟も解散させる形をとった。
従三位勲二等を授けられた。1960年に黒石市名誉市民に選ばれている。

## 親族
- 父：宇野清左衛門（貴族院多額納税者議員）[5]
- 岳父:植村永孚  （海軍中将)[6]
- 長兄：宇野勇作（貴族院多額納税者議員）[5]
- 息子：宇野俊郎（国立西洋美術館事業部長）:1968年3月10日逝去。享年57歳。[7]